# Сабор Пресвете Богородице
Сабор Пресвете Богородице је православни празник, који се слави другог дана Божића. Посвећен је Пресветој Богородици која је родила Исуса Христа и због тога се и празнује други дан по рођењу Христовом.
Овај празник има корене у раном хришћанству, када црквени календар још увек није био у потпуности развијен. Тада је празнован јединствени празник у част Богородице и он се празновао другог дана Рождества Христова. Иако данас постоје многи празници посвећени Пресветој Богородици, овај јединствени празник се и данас зове даном Сабора (сабрања) Пресвете Богородице.
Други дан Божића Православна Црква одаје славу и хвалу Пресветој Богоматери, која роди Господа и Бога и Спаса нашега Исуса Христа. Сабором се њеним назива ово празновање зато, што се тога дана сабирају сви верни, да прославе њу, Матер Богородицу, и што се торжествено, саборно, служи у част Њену. У Охриду је од старине био обичај, да се уочи другог дана Божића вечерња служи само у Светој Богородици званој Челница. Све свештенство са народом ту је саборно прослављало Пречисту Богоматер.
Тропар (глас 4):Твојим рођењем Христе Боже, засија свету светлост богопознања, јер се у тој светлости звездом учаху они који звездама служе, да се клањају Теби, Сунцу Правде, и да познају Тебе са висине Истока, Господе, слава Ти!
Српска православна црква слави овај празник 26. децембра по црквеном, а 8. јануара по грегоријанском календару.